# 정글의 법칙의 수상 및 후보 목록
아래는 SBS TV에서 예능 프로그램 《정글의 법칙》의 수상 및 후보 목록이다.

### 2011년
- 2011년 SBS 연예대상
  - 버라이어티 부문 최우수상 : 김병만
  - 공로상

### 2012년
- 2012년 SBS 연예대상
  - 버라이어티 부문 최우수상 : 김병만
  - 최우수 프로그램상
  - 버라이어티 부문 베스트 엔터테이너상 : 추성훈, 전혜빈

### 2013년
- 2013년 SBS 연예대상
  - 대상 : 김병만
  - 인기상 : 김성수, 조여정
  - 우정상 : 류담
  - 베스트 챌린지상 : 안정환, 오종혁
  - 베스트 스태프상
  - 방송 작가상 : 주기쁨
- 2013년 제49회 백상예술대상
  - TV부문 남자 예능상 : 김병만
- 2013년 4월 12일 제46회 휴스턴 국제필름 페스티벌
  - 리얼다큐 부문 금상 (in 바누아투)

### 2014년
- 2014년 SAF 연예대상
  - 베스트 엔터테이너상 : 예지원, 박정철, 류담
  - 버라이어티부문 최우수 프로그램상

### 2015년
- 2015년 SAF 연예대상
  - 대상 : 김병만 (유재석과 공동 수상)
  - 베스트 엔터테이너상 : 박한별, 육중완
  - 베스트 챌린지상 : 정진운

### 2016년
- 2016년 SAF 연예대상
  - 베스트 엔터테이너상 : 설현
  - 신인상 : 강남

### 2017년
- 2017년 SBS 연예대상
  - 베스트 챌린지상 : 조보아, 김세정
  - 프로듀서상 : 김병만

### 2018년
- 2018년 방송통신심의위원회 4월 이달의 좋은 프로그램상
- 2018년 SBS 연예대상
  - 베스트 챌린지상 : 전혜빈

### 2019년
- 2019년 SBS 연예대상
  - 베스트 챌린지상 : 허재, 이태곤

### 2020년
- 2020년 SBS 연예대상
  - 골든 콘텐츠상 : 정글의 법칙